# Ted Ross
Ted Ross fue un actor estadounidense nacido el 30 de junio de 1934 en Zanesville, Ohio (Estados Unidos), y fallecido el 3 de septiembre del año 2002 en Dayton (Ohio).

## Filmografía
- 1976: Sirota's Court (serie TV): Sawyer Dabney

- 1976: Bingo (The Bingo Long Traveling All-Stars & Motor Kings): Sallison 'Sallie' Potter, Owner of Ebony Aces

- 1977: Minstrel Man (TV): Charlie Bates

- 1977: The Fourth King (TV): Uno, the Lion (voz)

- 1978: Wiz on Down the Road: Lion

- 1978: The Wiz (El Mago (Michael Jackson): Lion

- 1980: Death Penalty (TV): Woody

- 1980: F.D.R.: The Last Year (TV): Prettyman

- 1981: Purlie (TV)

- 1981: Arthur: Bitterman, el chófer de Arthur

- 1981: Ragtime: Black Lawyer

- 1982: Parole (TV): Barney

- 1982: Fighting Back: Commissioner

- 1982: Amityville II: The Possession: Mr. Booth, the Lawyer

- 1984: Police Academy: Capt. Reed

- 1985: MacGruder y Loud ("MacGruder and Loud") (serie TV): Sargento Debbin

- 1988: Arthur 2: On the Rocks: Bitterman

- 1988: Stealing Home: Bud Scott

- 1991: The Fisher King: Limo bum